# بيتر نيلسون (لاعب كريكت)
بيتر نيلسون (16 مايو 1918 - 17 يناير 1992) (بالإنجليزية: Peter Nelson)‏ هو لاعب كريكت بريطاني (وحمل سابقاً جنسية المملكة المتحدة لبريطانيا العظمى وأيرلندا).

## وصلات خارجية
- بيتر نيلسون على موقع إي آس بي آن كريك إنفو (الإنجليزية)